# Hemiceras metallescens
Hemiceras metallescens är en fjärilsart som beskrevs av William Schaus 1906. Hemiceras metallescens ingår i släktet Hemiceras och familjen tandspinnare. Inga underarter finns listade i Catalogue of Life.